# Xestia sternecki
Xestia sternecki là một loài bướm đêm trong họ Noctuidae.